# Складские помещения Каменского чугунолитейного завода
Складские помещения Каменского чугунолитейного завода — построены по заказу Каменского казенного чугунолитейного завода. Расположены на Соборной площади в городе Каменск-Уральский, Свердловской области.
Постановлением Правительства Свердловской области № 207-ПП от 10 марта 2011 года присвоен статус памятника архитектуры регионального значения.

## Архитектура
Комплекс сооружений для Каменского завода был построен в 1820-х годах. Основным автором проекта выступил известный уральский архитектор Михаил Павлович Малахов. Создавая ансамбль зданий всей площади, Малахов придерживался классических мотивов.
Здание вытянуто по оси запад — восток вдоль северной границы Соборной площади. Первоначально здания были одноэтажными. Прямоугольный, вытянутый в плане объём с десятью помещениями, в которых хранили провизию и припасы. Уже тогда присутствовала колоннада, широкие дверные и оконные проёмы. Линии фасадов содержали минимум декора с чёткими отсылками к античным мотивам. Главным является южный фасад ориентированный на площадь. С этой стороны располагалось два портика с колоннадой, съездом и воротами. Двускатная крыша с жестяной кровлей.
Впоследствии здания провиантных складов множество раз переделывались. В 1954—1957 годах архитектором В. А. Гагариным была произведена крупная реконструкция. Здание было изменено в объёме, добавлен верхний ярус этажей (надстроена центральная и восточная части), добавлен аттик. К южному фасаду пристроен ступенчатый ризалит. Внутренняя перепланировка изменена, по иному оформлены интерьеры.
Одноэтажные флигели добавлены к торцам корпуса поперёк продольной оси. Между собой флигели соединяла вставка старого корпуса. В дворовой части северного фасада были добавлены хозяйственные помещения.
Главный вход находился в центральной части и вёл в вестибюль и библиотеку. Портал с метрическим ритмом сдоенных полуколонн с ионическим ордером в простенках отмечает центральный вход. Завершает верхнюю часть портала антаблемент с парапетными столбиками и вазонами из литья. Верхнюю часть портала выделяет рельеф. Пара высоких оконных проёмов с картушем в замковом камне расположены по бокам. Центральная часть завершена мезонином на пять окон с пилястрами коринфского ордера в простенках и треугольным фронтоном с круглым слуховым окном в тимпане.
Входные группы в театр и в кинотеатр расположены по обе стороны центрального ризалита с отступом вглубь. Каждая из них выделена колоннадой из трёх спаренных колонн ионического ордера. За ней вход с однотипными прямоугольными окнами по сторонам.
Южные фасады флигелей — однотипные глухие. Акцентированы порталами из двух сдвоенных полуколонн, аналогичных центральной части. Завершают порталы трапециевидные двухскатные фронтоны с арочными нишами в тимпанах. Боковые фасады флигелей глухие. Западный флигель-кинотеатр имеет два эвакуационных выхода в виде двух пристроенных однотипных тамбуров, оформленных порталами с треугольными фронтончиками. Восточный театральный флигель имеет три аналогичных западному тамбура. Флигель усложнен с северного торца высокой сценической коробкой, выделенной глухим ризалитом. Второй ярус украшен порталом с пилястрами коринфского ордера.
Соединительные вставки на южном фасаде однотипны, имеют по девять оконных проемов (таких же, как в центральной части). Северные стены глухие, завершены продольными скатными кровлями и профильными кар-низами. Северный фасад искажен позднейшими пристройками. Сохранился фрагмент мезонина с лестничными клетками по сторонам и треугольным фронтоном, близким главному фасаду. Планировка помещений анфиладного типа, в пристроях — коридорного. В оформлении интерьеров использованы лепные декоративные композиции: тяги, карнизы, розетки, медальоны, плафоны и др. Полы дощатые и керамические, стены оштукатурены и окрашены масляной краской. Фундаменты бутовые, стены кирпичные, перекрытия деревянные по металлическим балкам, кровля шиферная по деревянным стропилам. Представляет собой самостоятельное архитектурное произведение в стиле советской неоклассики, включает подлинные фрагменты и планировочную основу старых складов старого чугунолитейного завода.
До 1973 года на втором этаже располагалась библиотека имени А. С. Пушкина и книжный фонд. Городской кинотеатр имени Кирова, драматический театр.
В период 2000-х здание было заброшено. Сегодня находится в собственности Каменской епархии.

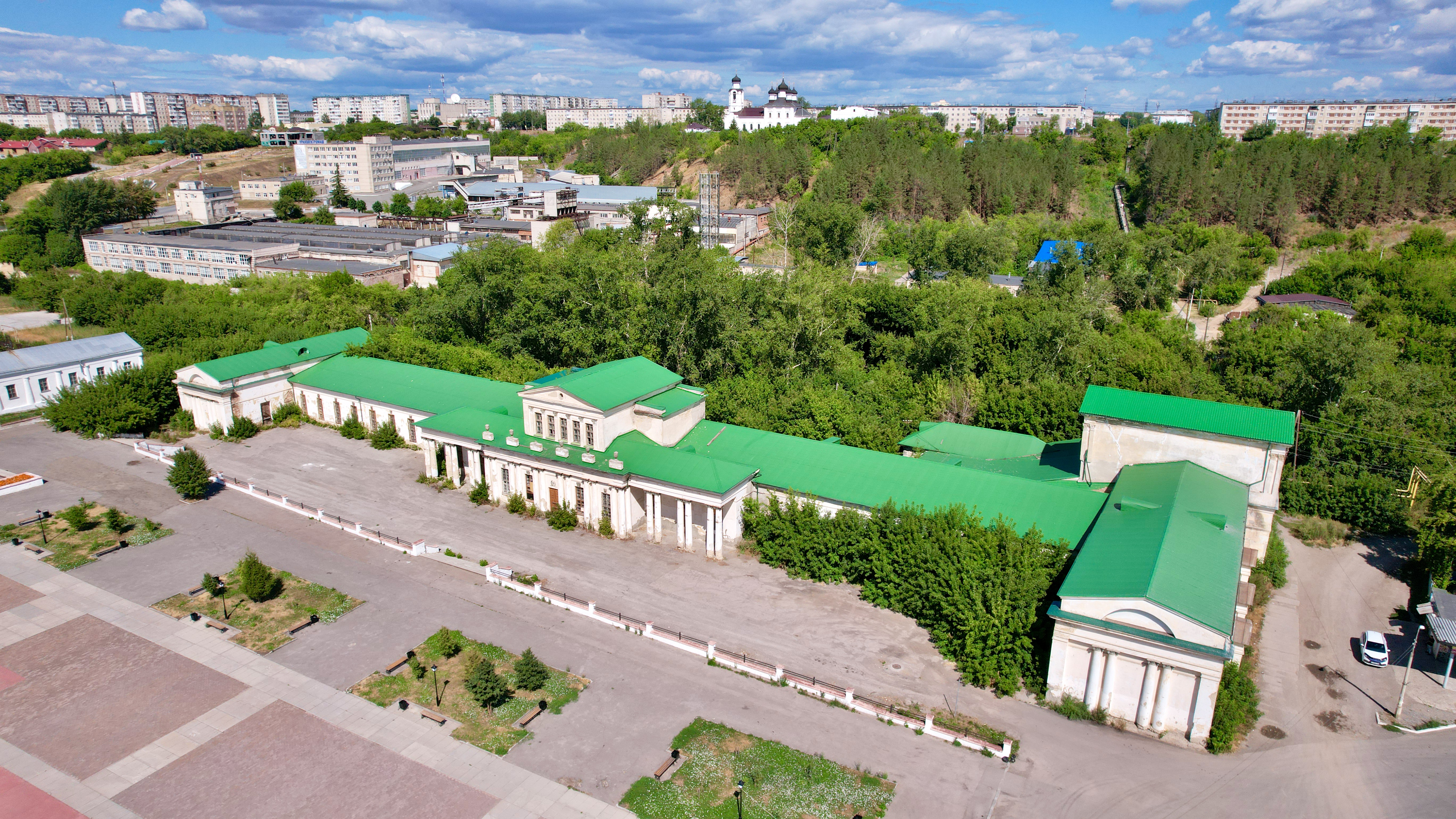
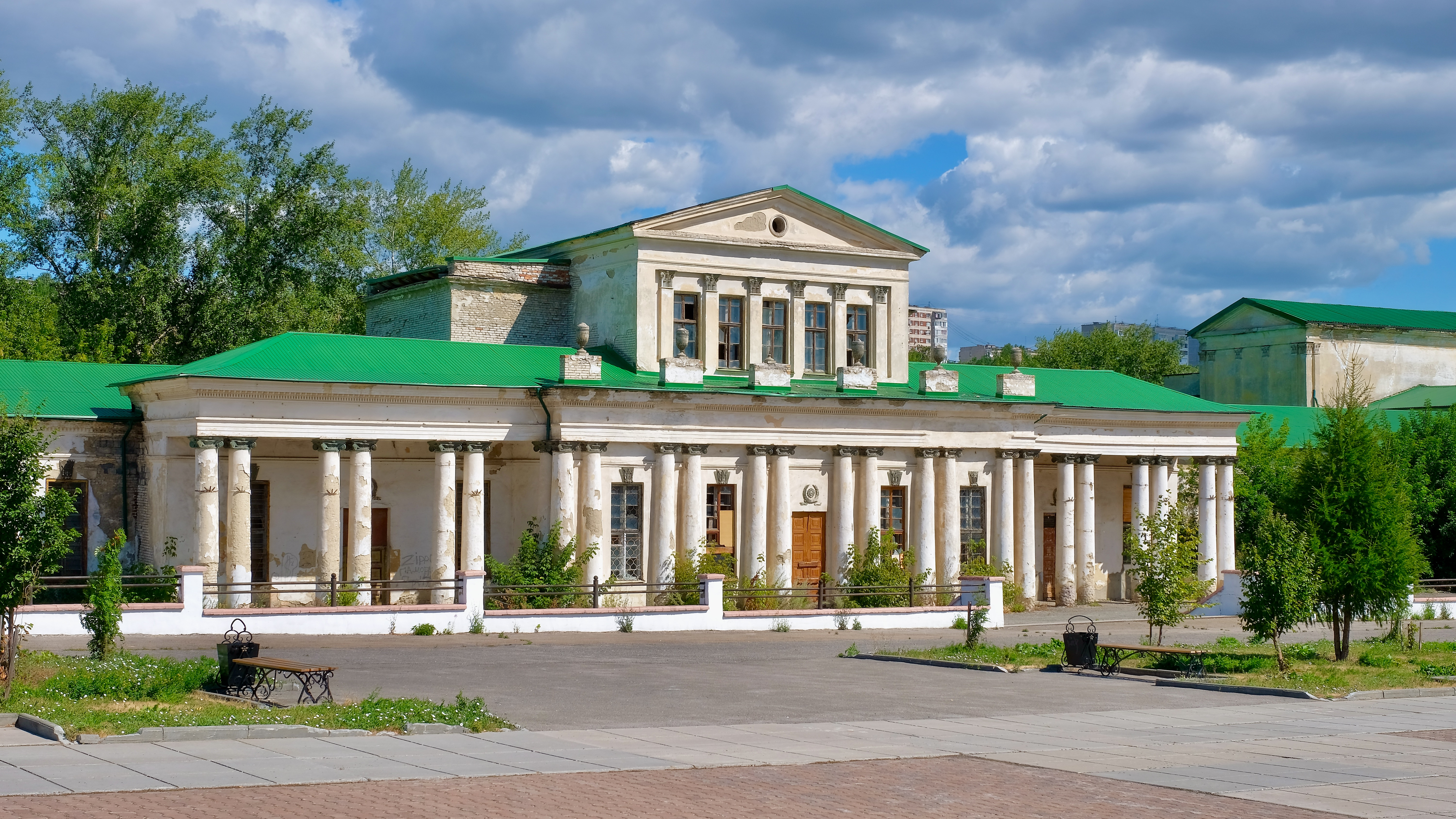
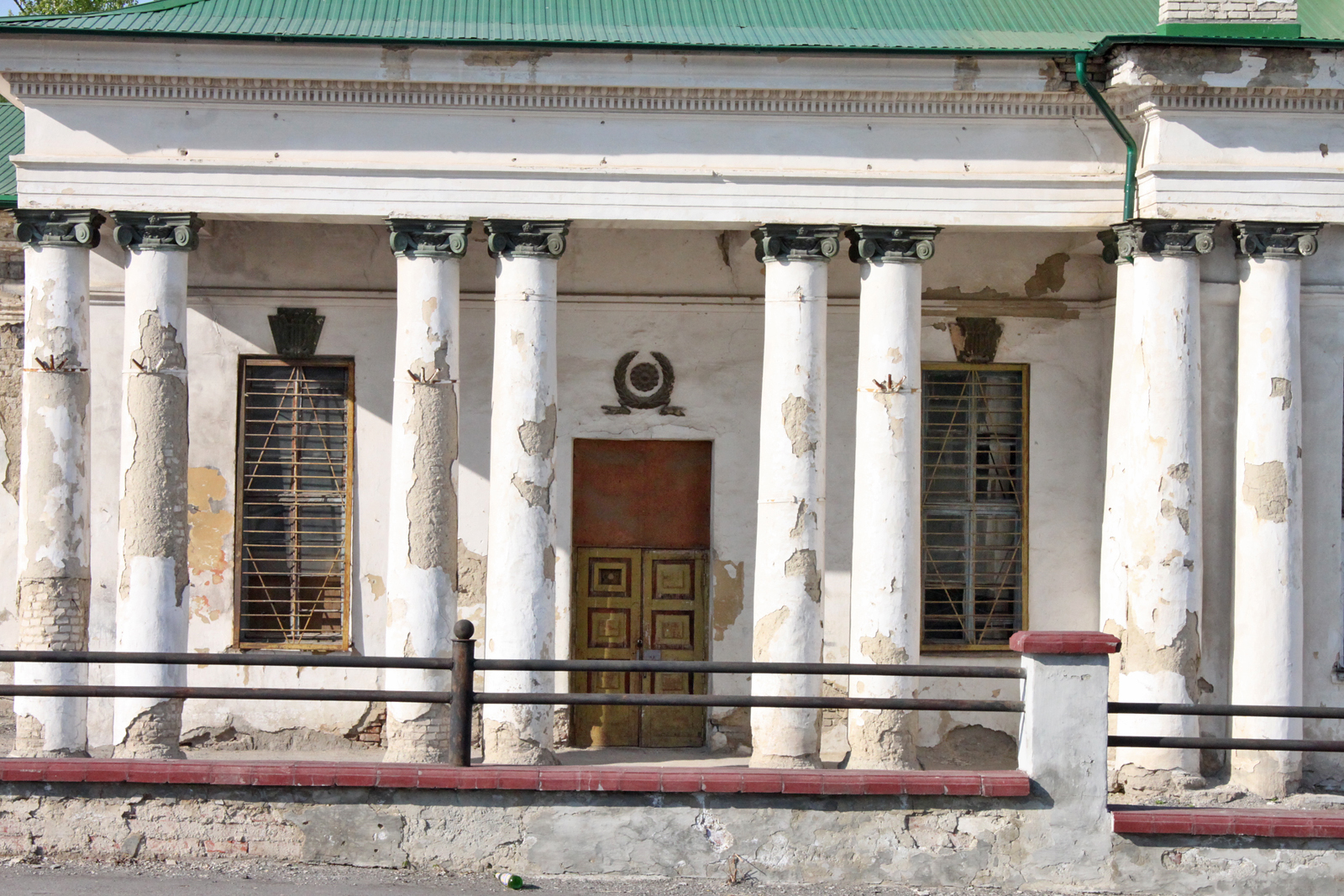
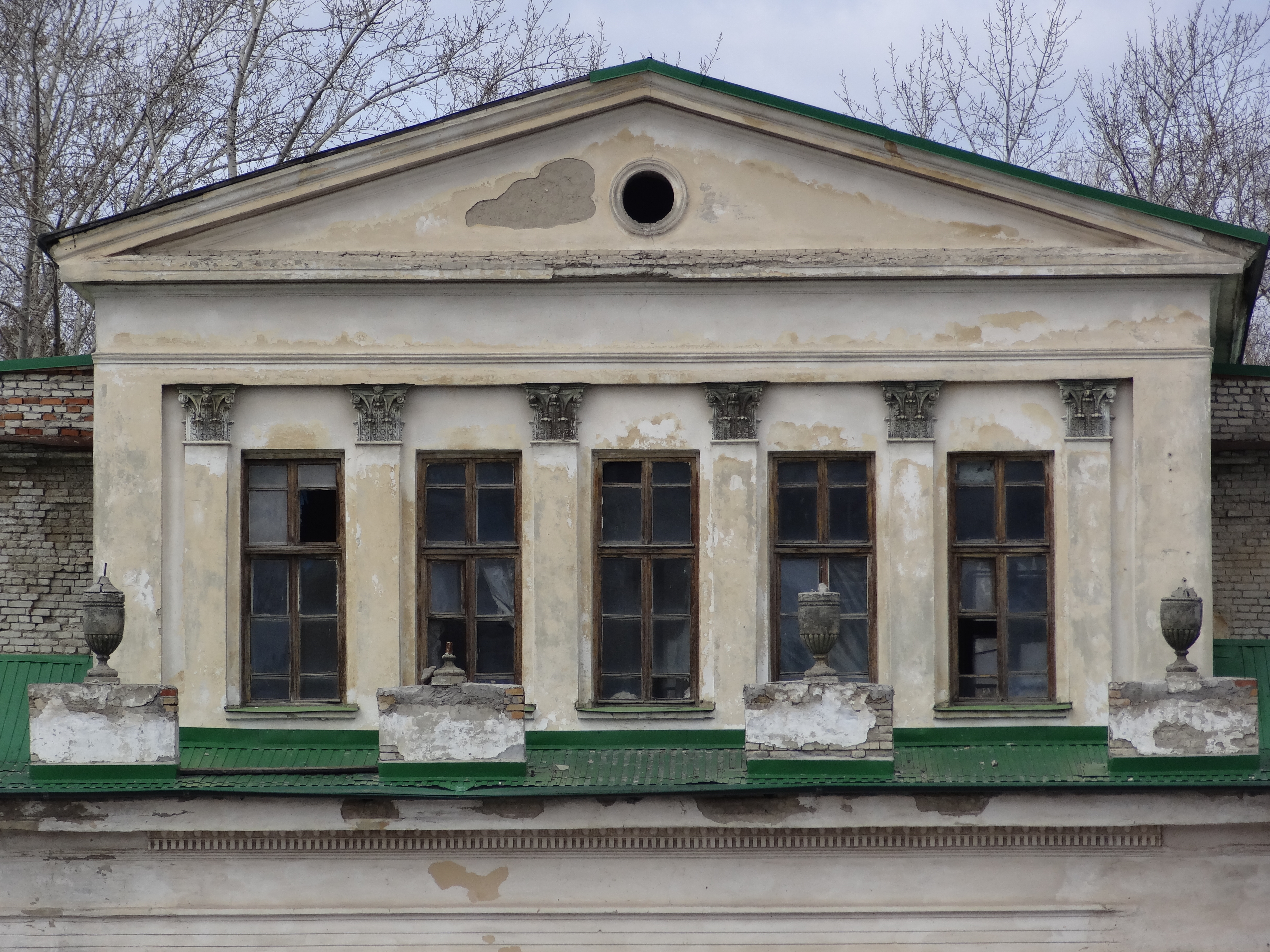
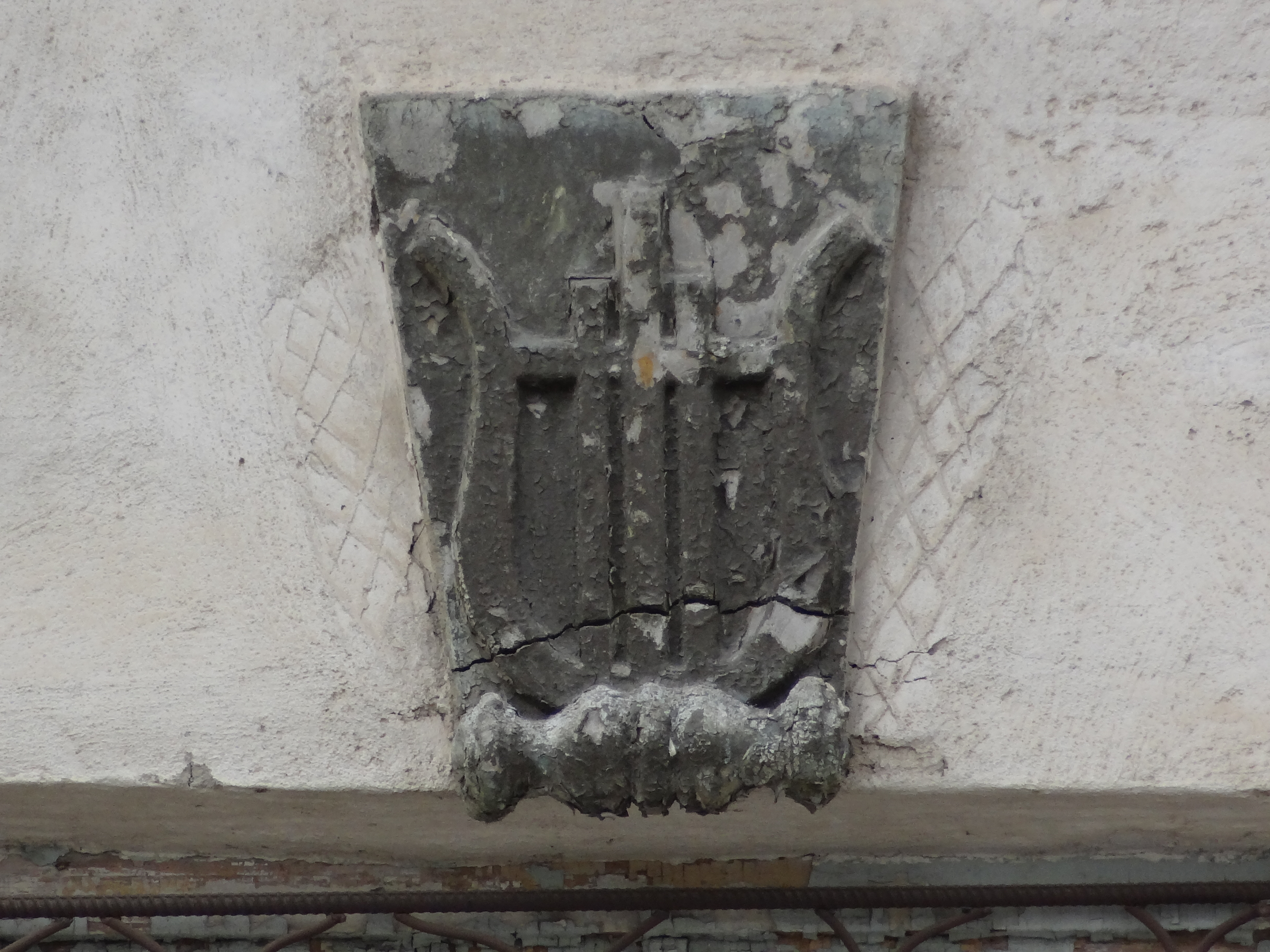
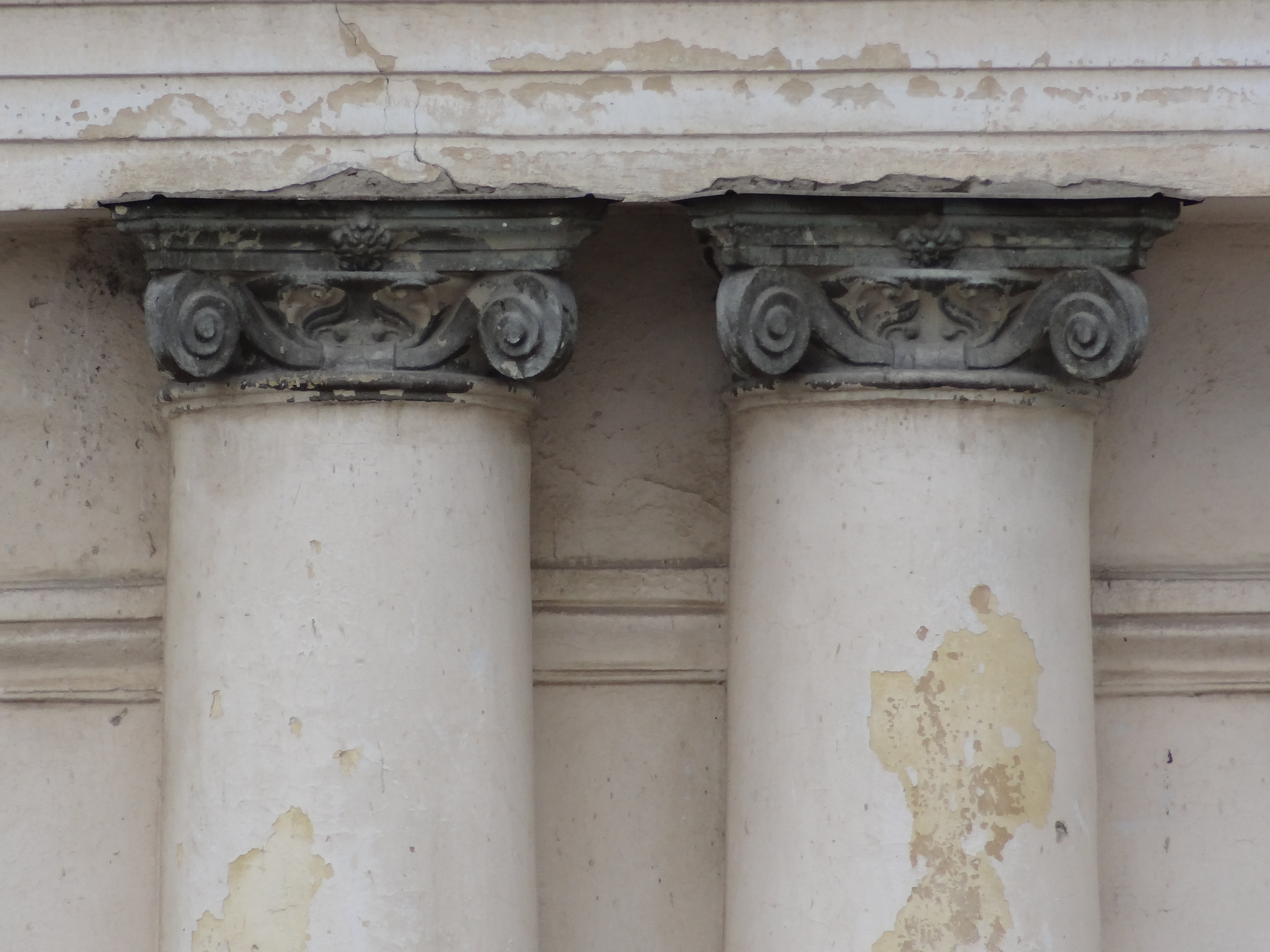
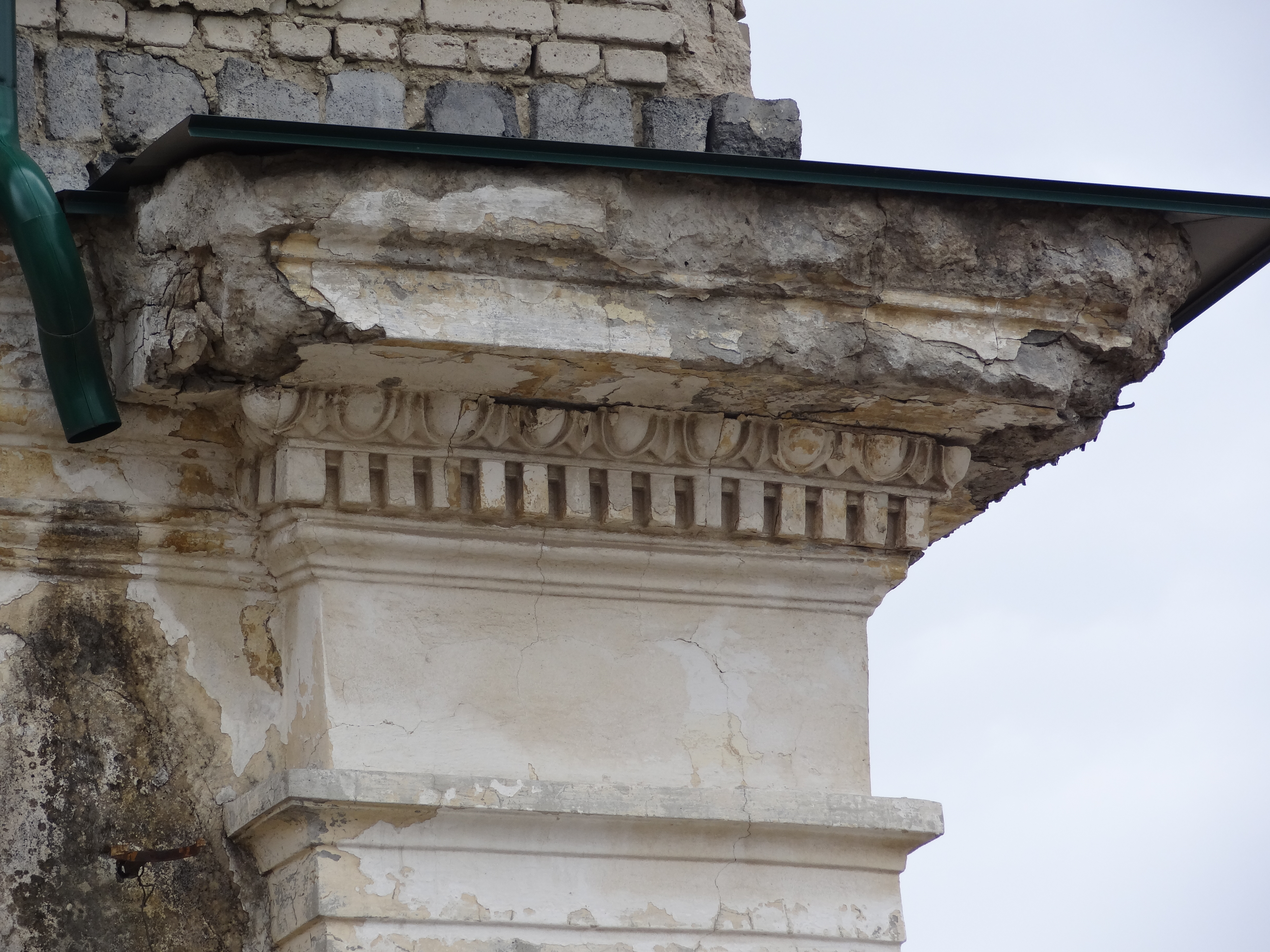